# Алфред Жари
Алфред Жари (фр. Alfred Jarry; 8. септембар 1873 — 1. новембар 1907) био је француски симболистички писац, драматург и песник. Најпознатији је по делу Краљ Иби (1896), које је изазвало бурну реакцију јавности. Он је такође сковао и психолошки термин патафизичар.

## Биографија
Жари је рођен у Лавалу, а његова мајка је из Британије. Био је повезан са симболистичким покретом. Његово дело Краљ Иби често се наводи као претеча дадаизма, па чак и надреализма и футуризма 20их и 30их година двадесетог века. Жари је писао различитим жанровима и стиловима, али је махом преферирао постмодернистички. Писао је романе, драме, поезију, есеје, а бавио се и спекулативним новинарством. Његови текстови представљају пионирски рад из области апсурдне књижевности и постмодерне филозофије.

## Дела

### Представе
- César-Antéchrist (Цезар Антихрист, 1895)
- Ubu roi (Краљ Иби, 1896)
- Ubu Cocu, ou l'Archeopteryx (1897)
- Ubu Enchaíné (1899)
- Ubu Sur La Butte (1906)

### Романи
- Les Jours et Les Nuits, roman d'un déserteur (Дани и ноћи, роман дезертера, 1897)
- L'Amour en Visites (Посете Амора, 1897)
- L'Amour Absolu (Апсолутна љубав, 1899)
- Messaline (1900)
- Le Surmâle (Супермушкарац, 1901)
- Gestes et Opinions du Docteur Faustroll, Pataphysicien – Дела и мисли доктора Фаустрола, патафизичара, објављено постхумно 1911.
- La Dragonne – приређено и објављено постхумно 1943.

## Друга значајна дела
- Кратка прича La Passion considérée comme course de côte
- Les Minutes De Sable Memorial (1894) - колекција раних кратких дела
- La Chandelle Verte: Lumieres Sur Les Choses De Ce Temps